# San Vincenzo de' Paoli all'Aventino
San Vincenzo de' Paoli all'Aventino är en kyrkobyggnad i Rom, helgad åt den helige Vincent de Paul. Kyrkan är belägen vid Via di Santa Maria in Cosmedin i Rione Ripa och tillhör församlingen Santa Prisca.
Kyrkan innehas av Barmhärtighetssystrarna, en kongregation grundad år 1799 av Jeanne-Antide Thouret (1765–1826; helgonförklarad 1934).

## Kyrkans historia
Kyrkan uppfördes åren 1893–1898 i nyromansk stil efter ritningar av Andrea Busiri Vici (1818–1911) och hans son Carlo Maria Busiri Vici (1856–1925).

## Exteriören
En dubbeltrappa leder upp till kyrkans rundbågeportik. Portikens lynett har en mosaik som framställer Guds Lamm flankerat av två duvor. Tegelfasaden har nio rundbågefönster och ett rosettfönster.

## Interiören
Den treskeppiga interiören avdelas av kolonner. Absiden har en mosaik som avbildar de heliga Vincent de Paul och Jeanne-Antide Thouret och deras gemensamma motto — CHARITAS. Över en av portarna i koret sitter en mosaik föreställande den heliga barmhärtighetssystern Agostina Pietrantoni. På ömse sidor av koret finns sidokapell. Det vänstra är invigt åt Jesu heliga hjärta och det högra åt den Obefläckade Avlelsen. Båda kapellen hyser reliker av Jeanne-Antide Thouret samt lågreliefer med scener ur helgonets liv.